# اکسیژن مایع

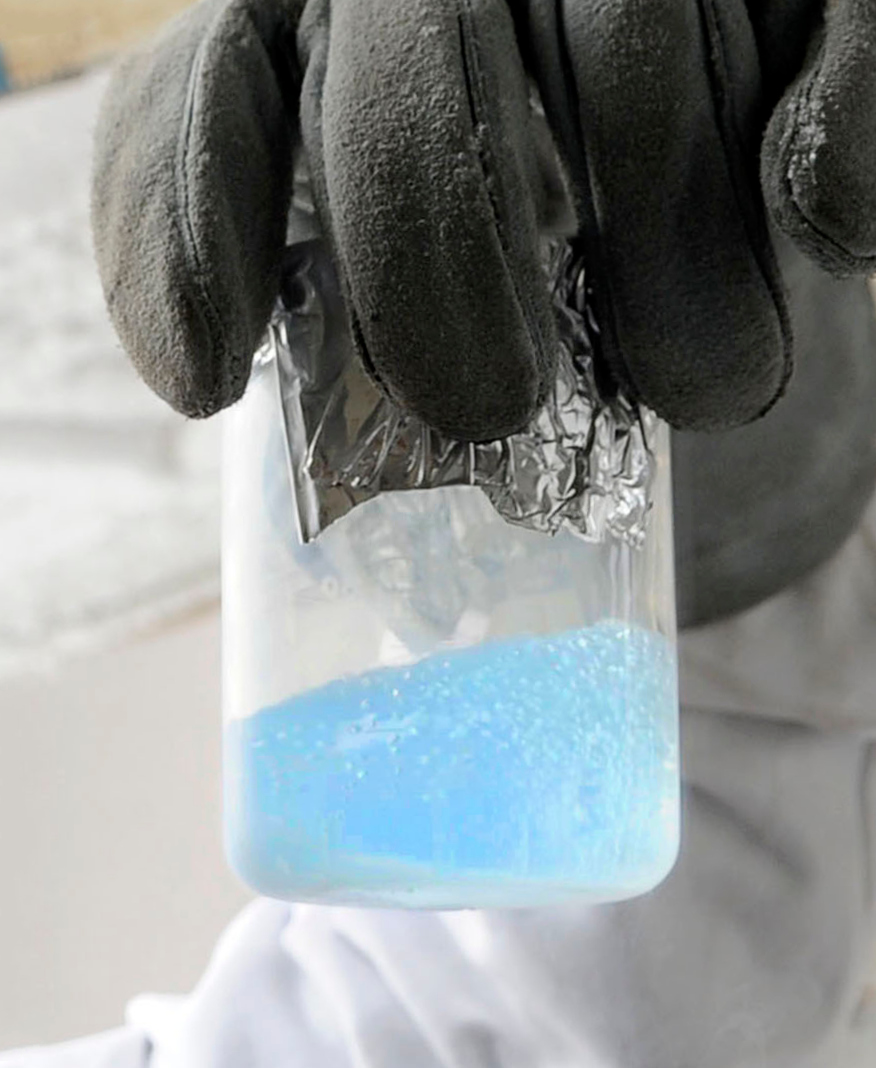
اکسیژن مایع در یک بشر

اکسیژن مایع یکی از اشکال فیزیکی گاز اکسیژن است که به رنگ آبی کم رنگ است و مصارف مختلف پزشکی، صنعتی و آزمایشگاهی دارد. از این ماده در صنایع هوافضا به عنوان عامل اکسنده برای موتور پیشران فضاپیماها استفاده می‌شود. دمای میعان اکسیژن حدود ۱۸۲- درجه سانتی گراد است.

## کاربرد اکسیژن مایع بیمارستانی
در شرایطی که کرونا شیوع پیدا کرده بود اکسیژن درمانی، به عنوان یکی از نیازهای اصلی بیمارانی که شدیدا درگیر این بیماری شده بودند، به شدت لازم بود. 
اکسیژن درمانی مایع که یک فرآیند پزشکی است که در آن برای بیمارانی که نمی‌توانند به تنهایی اکسیژن کافی دریافت کنند و به سطوح بالاتری از اکسیژن نیاز دارند ، اکسیژن اضافی فراهم می‌شود.
در ادامه کاربرد اکسیژن مایع در مسائل بهداشتی و درمانی می‌توان مشکلاتی مانند آسم، فیبروز کیستیک، دیسفازی، بیماری مزمن انسداد ریه، نارسایی قلبی، بیماری ریوی و ذات الریه را نام برد که با اکسیژن درمانی مایع قابل درمان هستند. مزیتی که مخزن اکسیژن مایع بیمارستانی دارند این است که بدون برق و اپراتور کار می‌کنند.
این مخازن درصد خلوص بالای ۹۹ درصد را دارند و دارای فشار پایین می‌باشند. عمر استفاده از این مخازن بیشتر از سایر روش ها مانند کپسول اکسیژن است.
با اینکه این موضوع منجر شده که این مخازن به شارژ ماهیانه نیازمند باشند و شاید حتی ظاهرا در ابتدا هزینه بیشتری را در پی داشته باشد اما عمر کارکرد آن بقدری بالا است که آن هزینه ها را جبران می‌کند و مزیت دیگر این است که دیگر نیاز به تعمیرات بعدی و سرویس دوره ای ندارد.
به عنوان مزیت اخر می‌توان گفت که همانند کپسول اکسیژن نیاز به محل نگهداری با محیط مسقف را ندارد و به همین علت نگهداری از آن راحت‌تر و بی دردسرتر است.

## نکات ایمنی برای استفاده از اکسیژن مایع
اما حال که قصد خرید یا استفاده از  اکسیژن مایع و یا  خرید نیتروژن مایع را از یک مجموعه اینترنتی یا شرکت خاص و  معتبر دارید ، بهتر هست بدانید که اکسیژن مایع کاملا غیر سمی است. 
اما این نکته به این معنا نیست که هیچ گونه خطری از طرف اکسیژن مایع شما را تهدید نمی کند ؛ چرا که اگر در معرض دمای سرد قرار بگیرد می تواند سوختگی های وحشتناکی را به وجود بیاورد. 
هم چنین اگر از اکسیژن در غلظت های بالا استفاده شود خطر زیادی مانند خطر سوختن مواد را به وجود می آورد. بدین ترتیب ، هرچه سریع‌تر افراد باید محل رو ترک کنند. البته ناگفته نماند که در محلی که از اکسیژن مایع استفاده می‌شود به هیچ عنوان افراد نباید از سیگار استفاده کنند ؛ زیرا می‌تواند مشکلاتی مانند احتراق را به وجود بیاورد. از جمله موادی که می‌تواند واکنش شدیدی را به وجود آورد، می شود به آسفالت ، نفت سفید ، پارچه ، روغن و گریس اشاره کرد.

## نمونه های مشابه
- گاز صنعتی
- سرماشناسی
- هیدروژن مایع
- هلیم مایع
- نیتروژن مایع
- اکسیژن جامد
- تترااکسیژن